# Гольдштейн, Ойген
Ойген Гольдштейн (1850—1930) — немецкий физик.
Родился в Верхней Силезии, в занятой в винном промысле еврейской семье. С 1872 г. работал в Берлинском университете с 1878 г. — в Потсдамской обсерватории (в 1881 г. получил степень доктора), в 1890—1896 гг. — в Физико-техническом институте, в 1896—1927 гг. — в Высшей технической школе в Берлине.
Работы по изучению электрических разрядов в разреженных газах, катодных лучей, спектроскопии.
В 1876 г. показал, что катодные лучи распространяются прямолинейно и испускаются перпендикулярно к поверхности катода, в 1880 г. обнаружил их отклонение в магнитном поле, в 1882 г. — их диффузное отражение от анода, в 1895—1898 гг. — свечение солей под действием катодных лучей.
Катодным лучам приписывал волновые свойства (волновая гипотеза Гольдштейна). В 1886 г. открыл каналовые лучи (canal rays). Исследовал одностороннюю проводимость вакуумного пространства в катодной трубке. Усовершенствовал (1908 г.) способы получения искровых спектров.